# Tessiougane
Tessiougane est une localité du département de Dano, dans la province d'Ioba (région du Djôrô) au Burkina Faso. En 2006, cette localité comptait 69 habitants dont 60,9 % de femmes.